# The ReVe Festival: Day 2
| Críticas profissionais | Críticas profissionais |
| Avaliações da crítica  | Avaliações da crítica  |
| Fonte                  | Avaliação              |
| ---------------------- | ---------------------- |
| IZM                    | [ 2 ]                  |

The ReVe Festival: Day 2 é o sétimo extended play coreano (décimo primeiro em geral) do grupo feminino sul-coreano Red Velvet, lançado em 20 de agosto de 2019 pela SM Entertainment. O EP foi anunciado em 12 de agosto e ficou disponível para pré-venda no mesmo dia. Este EP é o segundo lançamento da trilogia The ReVe Festival.

## Promoção
O EP foi anunciado através das mídia social em 11 de agosto de 2019, com uma imagem promocional do deserto rosa e arenoso com o logotipo The ReVe Festival: Day 2.

## Lista de faixas
| N.º            | Título                                                                         | Letras                                 | Música                                                                                                 | Arranjo                                                     | Duração |  |
| 1.             | "Umpah Umpah" (음파음파; eumpa-eumpa)                                          | Jeon Gandi                             | Christoffer Lauridsen Andreas Öberg Allison Kaplan                                                     | Christoffer Lauridsen Andreas Öberg                         | 3:40    |  |
| 2.             | "Carpool" (카풀; kapul)                                                        |                                        | Sophia Ayana Léon Paul Palmen Nathan Cunningham Marc Sibley                                            | Sophia Ayana Léon Paul Palmen Nathan Cunningham Marc Sibley | 3:27    |  |
| 3.             | "Love Is the Way" (사랑은 길이다; sarang-eun gil-ida)                          | Goo Tae-woo Shin Hye-sun (Jam Factory) | Ryan S. Jhun Denzil “DR” Remedios Nermin Harambasic Rodnae “Chikk” Bell Courtney Woolsey Charite Viken | Denzil “DR” Remedios                                        | 3:32    |  |
| 4.             | "Jumpin"                                                                       | Kenzie                                 | Kenzie Caesar & Loui Ylva Dimberg                                                                      | Caesar & Loui                                               | 3:36    |  |
| 5.             | "Ladies Night"                                                                 | Park Ji-yeon (Mono Tree)               | Chu Dae-gwan (Mono Tree) Andreas Öberg Maja Keuc                                                       | Chu Dae-gwan (Mono Tree)                                    | 3:57    |  |
| 6.             | "Eyes Locked, Hands Locked" (눈 맞추고, 손 맞대고; nun matchugo, son matdaego) | Sumin                                  | Sumin                                                                                                  | Sumin Jeong Dong-hwan                                       | 4:11    |  |
| Duração total: | Duração total:                                                                 | Duração total:                         | Duração total:                                                                                         | Duração total:                                              | 22:22   |  |

## Desempenho nas tabelas
| Tabela musical (2019)                      | Melhor posição |
| ------------------------------------------ | -------------- |
| Coreia do Sul (Gaon Albums)                | 1              |
| Estados Unidos (Billboard Top Heatseekers) | 11             |
| Estados Unidos (Top World Albums)          | 6              |
| França (SNEP Digital Albums)               | 52             |
| Japão (Oricon)                             | 17             |
| Reino Unido (UK Digital Albums)            | 51             |

| Tabela musical (2019)       | Posição |
| --------------------------- | ------- |
| Coreia do Sul (Gaon Albums) | 51      |

## Prêmios e indicações
| Critic/Publication | Lista                                         | Canção        | Posição |
| ------------------ | --------------------------------------------- | ------------- | ------- |
| SBS PopAsia        | As 100 melhores músicas pop asiáticas de 2019 | "Umpah Umpah" | 48      |

| Ano  | Premiação               | Prêmio                 | Recipiente  | Resultado |
| ---- | ----------------------- | ---------------------- | ----------- | --------- |
| 2019 | Asia Artist Awards      | Canção do Ano          | Umpah Umpah | Venceu    |
| 2020 | Gaon Chart Music Awards | Canção do Mês (Agosto) | Umpah Umpah | Indicado  |

| Canção           | Programa  | Canal                 | Data |
| ---------------- | --------- | --------------------- | ---- |
| "Umpah Umpah"    |           |                       |      |
| The Show         | SBS MTV   | 27 de agosto de 2019  |      |
| Show Champion    | MBC Music | 28 de agosto de 2019  |      |
| M Countdown      | Mnet      | 29 de agosto de 2019  |      |
| Music Bank       | KBS       | 30 de agosto de 2019  |      |
| Show! Music Core | MBC       | 31 de agosto de 2019  |      |
| Inkigayo         | SBS       | 1 de setembro de 2019 |      |

## Histórico de lançamento
| Região | Data                 | Formato                       | Gravadora        |
| ------ | -------------------- | ----------------------------- | ---------------- |
| Várias | 20 de agosto de 2019 | CD download digital streaming | SM Entertainment |